# 四川女排
四川女子排球俱乐部是一支參加中国女子排球超级联赛的女排俱樂部，主場位于中华人民共和国四川省成都市雙流體育中心。四川女排創辦於1953年，曾多次獲得聯賽冠軍。2020年11月2日，成都八大处医疗美容医院冠名四川女排。